# Magyarország az 1982-es úszó-világbajnokságon
Magyarország a ecuadori Guayaquilben megrendezett 1982-es úszó-világbajnokság egyik részt vevő nemzete volt. Az ország a világbajnokságon 16 sportolóval képviseltette magát, akik összesen 2 ezüstérmet szereztek.

## Versenyzők száma
| Sportág, szakág | Magyar résztvevő | Magyar résztvevő | Magyar résztvevő |
| Sportág, szakág | Férfi            | Nő               | Össz.            |
| Úszás           | 3                | 0                | 3                |
| Műugrás         | 0                | 0                | 0                |
| Szinkronúszás   | –                | 0                | 0                |
| Vízilabda       | 13               | –                | 13               |
|                 |                  |                  |                  |
| Összesen        | 16               | 0                | 16               |

## Érmesek
| Érem      | Versenyző                         | Versenyszám | Versenyszám       | Dátum        |
| --------- | --------------------------------- | ----------- | ----------------- | ------------ |
| Ezüstérem | Wladár Sándor                     | úszás       | 200 m-es hátúszás |              |
| Ezüstérem | Magyar férfi vízilabda-válogatott | vízilabda   | férfi vízilabda   | augusztus 7. |

## Úszás
Férfi
| Versenyző     | Versenyszám      | Előfutam | Előfutam | Előfutam | Döntő   | Döntő     |
| Versenyző     | Versenyszám      | Idő      | Hely.    | Össz.    | Idő     | Helyezés  |
| ------------- | ---------------- | -------- | -------- | -------- | ------- | --------- |
| Nagy Sándor   | 400 m gyorsúszás | 4:01,32  | ?.       | 19.      | kiesett | kiesett   |
| Wladár Sándor | 100 m hátúszás   | 57,11    | ?.       | ?.       | 56,85   | 4.        |
| Wladár Sándor | 200 m hátúszás   | 2:01,36  | ?.       | ?.       | 2:01,31 | Ezüstérem |
| Vermes Albán  | 200 m mellúszás  | 2:21,70  | ?.       | ?.       | 2:19,70 | 9.        |

## Vízilabda
A magyar férfi vízilabda-válogatott kerete:
| Magyar nemzeti férfi vízilabdacsapat-játékoskeret | Magyar nemzeti férfi vízilabdacsapat-játékoskeret | Magyar nemzeti férfi vízilabdacsapat-játékoskeret | Magyar nemzeti férfi vízilabdacsapat-játékoskeret |
| #                                                 | Név                                               | Poszt                                             | Kor (1982. július 29. szerint)                    |
| ------------------------------------------------- | ------------------------------------------------- | ------------------------------------------------- | ------------------------------------------------- |
|                                                   | Bors László                                       | K                                                 | 1959. január 22. (23 évesen)                      |
|                                                   | Cservenyák Tibor                                  | K                                                 | 1948. augusztus 8. (33 évesen)                    |
|                                                   | Budavári Imre                                     | M                                                 | 1956. (26 évesen)                                 |
|                                                   | Csapó Gábor                                       | M                                                 | 1950. szeptember 20. (31 évesen)                  |
|                                                   | Gerendás György                                   | M                                                 | 1954. február 23. (28 évesen)                     |
|                                                   | Horkai György                                     | M                                                 | 1954. július 1. (28 évesen)                       |
|                                                   | Kenéz György                                      | M                                                 | 1956. június 23. (26 évesen)                      |
|                                                   | Kis István                                        | M                                                 | 1958. július 25. (24 évesen)                      |
|                                                   | Kuncz László                                      | M                                                 | 1957. július 29. (25 évesen)                      |
|                                                   | Schmiedt Gábor                                    | M                                                 | 1962. január 25. (20 évesen)                      |
|                                                   | Sudár Attila                                      | M                                                 | 1954. április 11. (28 évesen)                     |
|                                                   | Tóth Sándor                                       | M                                                 | 1960. (22 évesen)                                 |
|                                                   | Varga János                                       | M                                                 | 1961. február 22. (21 évesen)                     |
| Szövetségi kapitány: Mayer Mihály                 |                                                   |                                                   |                                                   |

Csoportkör
C csoport
| Csapat       | M | Gy | D | V | G+ | G– | Gk  | P |
| ------------ | - | -- | - | - | -- | -- | --- | - |
| Magyarország | 3 | 3  | 0 | 0 | 38 | 19 | +19 | 6 |
| Kuba         | 3 | 2  | 0 | 1 | 28 | 23 | +5  | 4 |
| Kína         | 3 | 1  | 0 | 2 | 26 | 35 | –9  | 2 |
| Görögország  | 3 | 0  | 0 | 3 | 20 | 35 | –15 | 0 |

| 1982. július 29. | Magyarország         | 14 – 6 | Kína |  |
| 1982. július 29. | (2–2, 2–2, 7–0, 3–2) |        |      |  |
| 1982. július 29. |                      |        |      |  |

| 1982. július 30. | Magyarország         | 14 – 5 | Görögország |  |
| 1982. július 30. | (1–1, 4–2, 4–1, 5–1) |        |             |  |
| 1982. július 30. |                      |        |             |  |

| 1982. július 31. | Magyarország         | 10 – 8 | Kuba |  |
| 1982. július 31. | (5–3, 3–1, 2–2, 0–2) |        |      |  |
| 1982. július 31. |                      |        |      |  |

Középdöntő
F csoport
| Csapat       | M | Gy | D | V | G+ | G– | Gk | P |
| ------------ | - | -- | - | - | -- | -- | -- | - |
| Magyarország | 3 | 3  | 0 | 0 | 28 | 24 | +4 | 6 |
| Hollandia    | 3 | 1  | 0 | 2 | 21 | 21 | 0  | 2 |
| Jugoszlávia  | 3 | 1  | 0 | 2 | 25 | 26 | –1 | 2 |
| Kuba         | 3 | 1  | 0 | 2 | 24 | 27 | –3 | 2 |

| 1982. augusztus 3. | Magyarország         | 11 – 10 | Jugoszlávia |  |
| 1982. augusztus 3. | (3–2, 2–3, 2–1, 4–4) |         |             |  |
| 1982. augusztus 3. |                      |         |             |  |

| 1982. augusztus 4. | Magyarország         | 7 – 6 | Hollandia |  |
| 1982. augusztus 4. | (3–2, 1–3, 3–0, 0–1) |       |           |  |
| 1982. augusztus 4. |                      |       |           |  |

Döntő csoportkör
| Csapat       | M | Gy | D | V | G+ | G– | Gk | P |
| ------------ | - | -- | - | - | -- | -- | -- | - |
| Szovjetunió  | 3 | 2  | 1 | 0 | 25 | 20 | +5 | 5 |
| Magyarország | 3 | 1  | 2 | 0 | 21 | 20 | +1 | 4 |
| NSZK         | 3 | 1  | 1 | 1 | 20 | 21 | –1 | 3 |
| Hollandia    | 3 | 0  | 0 | 3 | 14 | 19 | –5 | 0 |

| 1982. augusztus 6. | Magyarország         | 7 – 7 | NSZK |  |
| 1982. augusztus 6. | (0–2, 3–2, 2–1, 2–2) |       |      |  |
| 1982. augusztus 6. |                      |       |      |  |

| 1982. augusztus 7. | Magyarország         | 7 – 7 | Szovjetunió |  |
| 1982. augusztus 7. | (2–2, 3–2, 2–1, 0–2) |       |             |  |
| 1982. augusztus 7. |                      |       |             |  |

| Csapat       | Helyezés  |
| ------------ | --------- |
| Magyarország | Ezüstérem |